# Laurent Mignard
Pour les articles homonymes, voir Mignard.
Laurent Mignard, né le 12 juin 1965 à Bellot, est un chef d'orchestre, compositeur et trompettiste de jazz français.

## Biographie

### Enfance et formation
Laurent Mignard découvre le jazz à l'université.

### Carrière
En 1998, publie son 1er album Face à Face.
Trompettiste, il a fondé le Duke Orchestra en 2003. Il est leader du Pocket Quartet.

Le premier album Duke Ellington is alive sort en 2009 et reçoit le Grand prix du Hot Club de France.

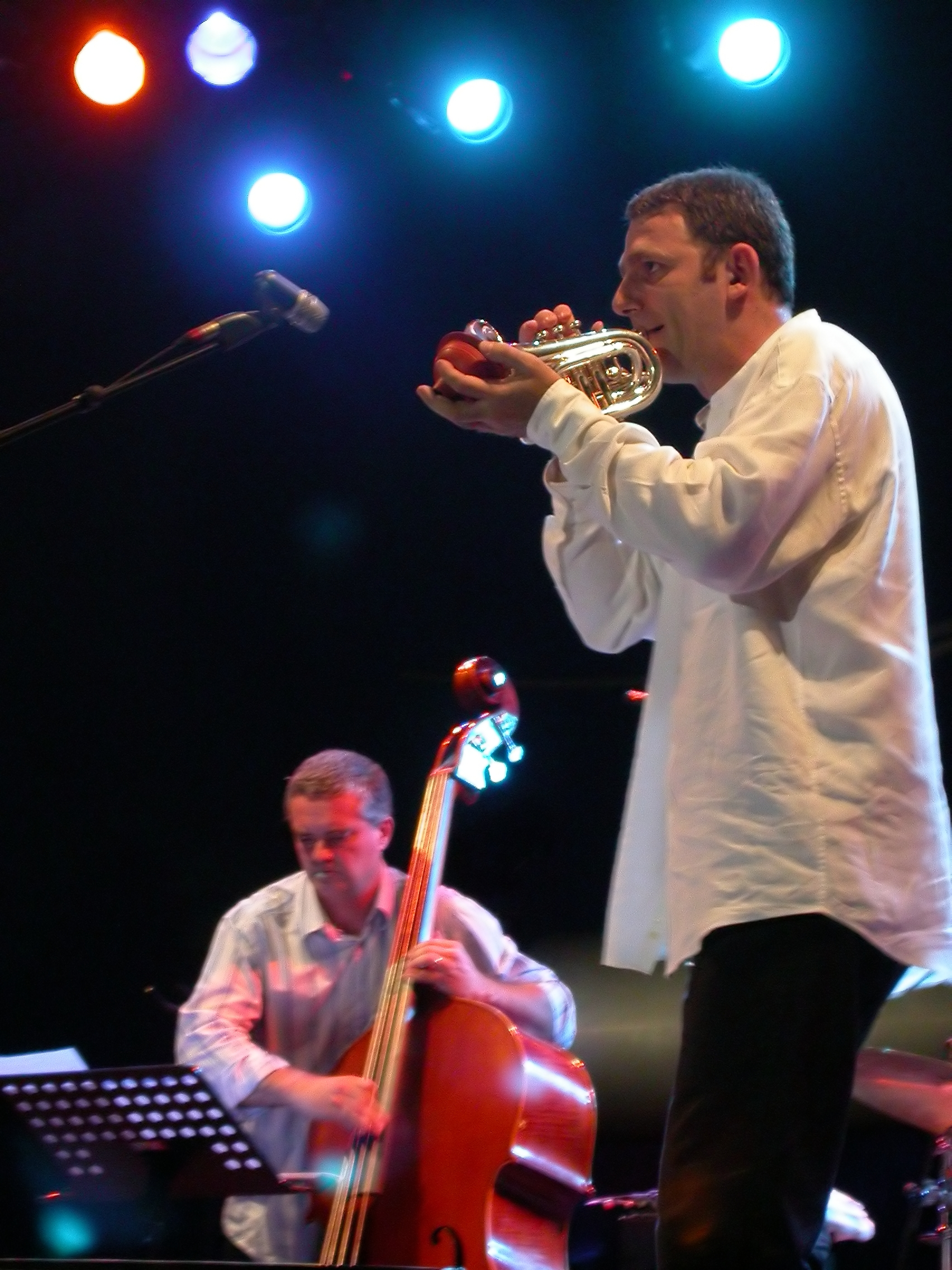
Laurent Mignard, révélations jazz Juan 2005.

Le 5 juillet 2011, 50 ans après la rencontre entre Duke Ellington et Count Basie immortalisée par l’album First Time (Columbia 1961), Laurent Mignard Duke Orchestra et Michel Pastre Big Band partagent la scène du théâtre antique du festival Jazz à Vienne. Le concert est retransmis en direct sur France Inter.
En avril 2013, le Duke Orchestra fête ses 10 ans à l'Européen Paris en compagnie d'invités tels que Pierre Richard, Victoria Abril, Jean-Jacques Milteau et Jorge Pardo, puis s'envole pour une tournée en Chine du 18 au 25 mai,.
Le 20 mai 2014, Laurent Mignard donne en quintet une version du Duke Ellington Sacred Concert en l'église Saint Sulpice à Paris en compagnie de quatre chanteurs de l'ensemble vocal By The Gospel River (dir. Emmanuel Pi Djob) et des chanteuses Myra Maud et Nicole Rochelle.
En juin 2015, Laurent Mignard produit avec le Duke Festival une tournée du Sacred Concert dans les cathédrales et rassemble près de 5.000 personnes à Lille, Rennes, Toulouse. En novembre 2015, une nouvelle Battle Royal est donnée au festival Jazz au fil de l'Oise.
Le 2 février 2016, l'Académie du Jazz fête ses 60 ans au théâtre du Châtelet et invite Laurent Mignard Duke Orchestra pour animer la soirée de gala et imaginer des collaborations inédites avec Jean-Luc Ponty, Sanseverino et John Surman. Le 14 novembre, l'association Tchendukua fête ses 20 ans au théâtre du Gymnase Marie-Bell à Paris pour une grande soirée au profit des indiens Kogis.
Le 29 avril 2017, Laurent Mignard fête l'anniversaire de Duke Ellington à la Maison de la Radio.
En 2018, le Duke Orchestra crée Jazzy Poppins.
Il est formateur à « l’Institut des Métiers de la Musique ».

### Sources
- Philippe Carles, André Clergeat, Jean-Louis Comolli, Nouveau Dictionnaire du jazz, Paris, 2011  (ISBN 9782221-115923)